# Ван Зейл, Йоханн
Йоханн Ван Зейл (африк. Johann van Zyl; род. 2 февраля 1991, Кейптаун, ЮАР) — южноафриканский профессиональный  шоссейный велогонщик, выступающий за команду мирового тура «Qhubeka Assos».

## Достижения
2010
1-й -  — Чемпион ЮАР в групповой гонке (U-23)
2013
1-й - этап 4 Тур Руанды
2015
1-й - этап 5 Тур Австрии

### Гранд-туры
| Гонка           | 2015 | 2016 | 2017 |
| --------------- | ---- | ---- | ---- |
| Джиро д'Италия  | —    | НФ   | 149  |
| Тур де Франс    | —    | —    | —    |
| Вуэльта Испании | 128  | —    | —    |

| —  | Не участвовал  |
| НФ | Не финишировал |